# Adnoptilum
Adnoptilum is een geslacht van haften (Ephemeroptera) uit de familie Baetidae.

## Soorten
Het geslacht Adnoptilum omvat de volgende soorten:
- Adnoptilum ottkei
- Adnoptilum thomasorum